# Acrobrycon
Genre
Acrobrycon est un genre de poissons téléostéens de la famille des Characidae. Il ne compte à ce jour que deux espèces de poissons américains.

## Liste des espèces
Selon FishBase (26 avr. 2010) et ITIS (26 avr. 2010) :
- Acrobrycon ipanquianus (Cope, 1877)
- Acrobrycon tarijae Fowler, 1940